# Rufina
Rufina é uma comuna italiana da região da Toscana, província de Florença, com cerca de 6.669 habitantes. Estende-se por uma área de 45 km², tendo uma densidade populacional de 148 hab/km². Faz fronteira com Dicomano, Londa, Montemignaio (AR), Pelago, Pontassieve, Pratovecchio (AR).

## Demografia
| Variação demográfica do município entre 1861 e 2011                               |
|                                                                                   |
| Fonte: Istituto Nazionale di Statistica (ISTAT) - Elaboração gráfica da Wikipedia |

## Cidades-Irmãs
- Curgã, Rússia [4]
- Sainte-Ruffine, França
- Dettelbach, Alemanha